# 青岛四方阿尔斯通铁路运输设备

四方庞巴迪时期的企业标识

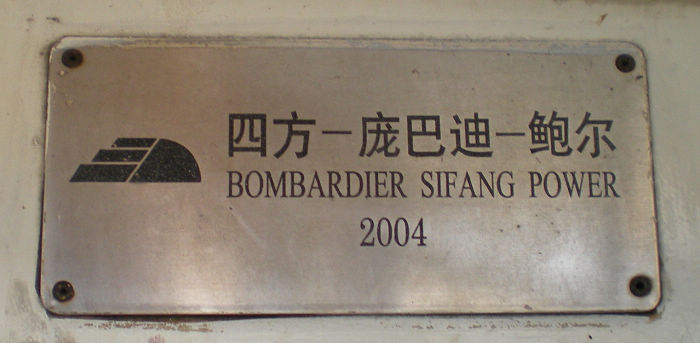
25T型客车上的BSP铭牌

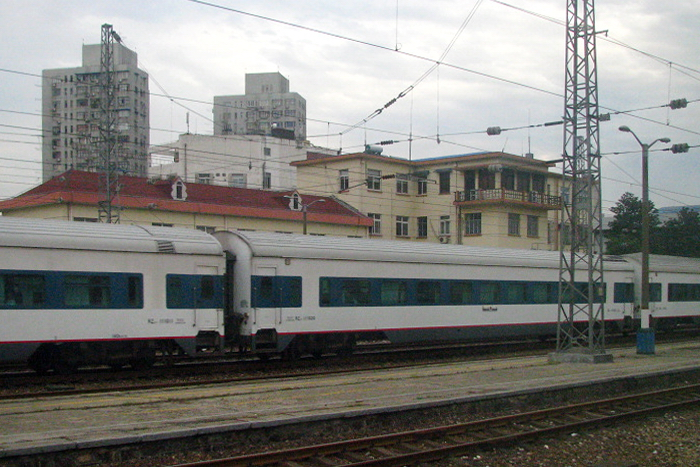
25T型客车

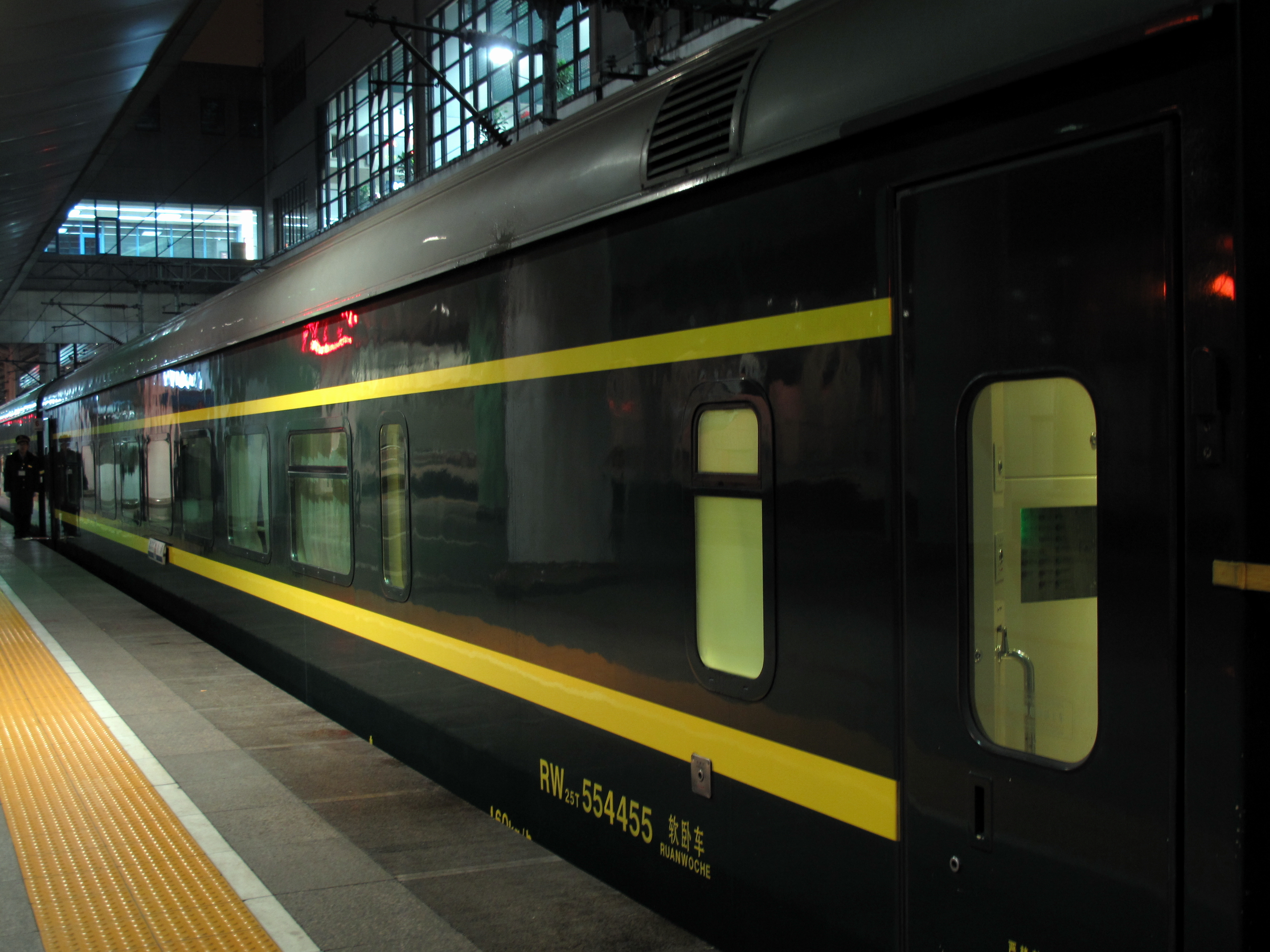
25T型青藏铁路客车

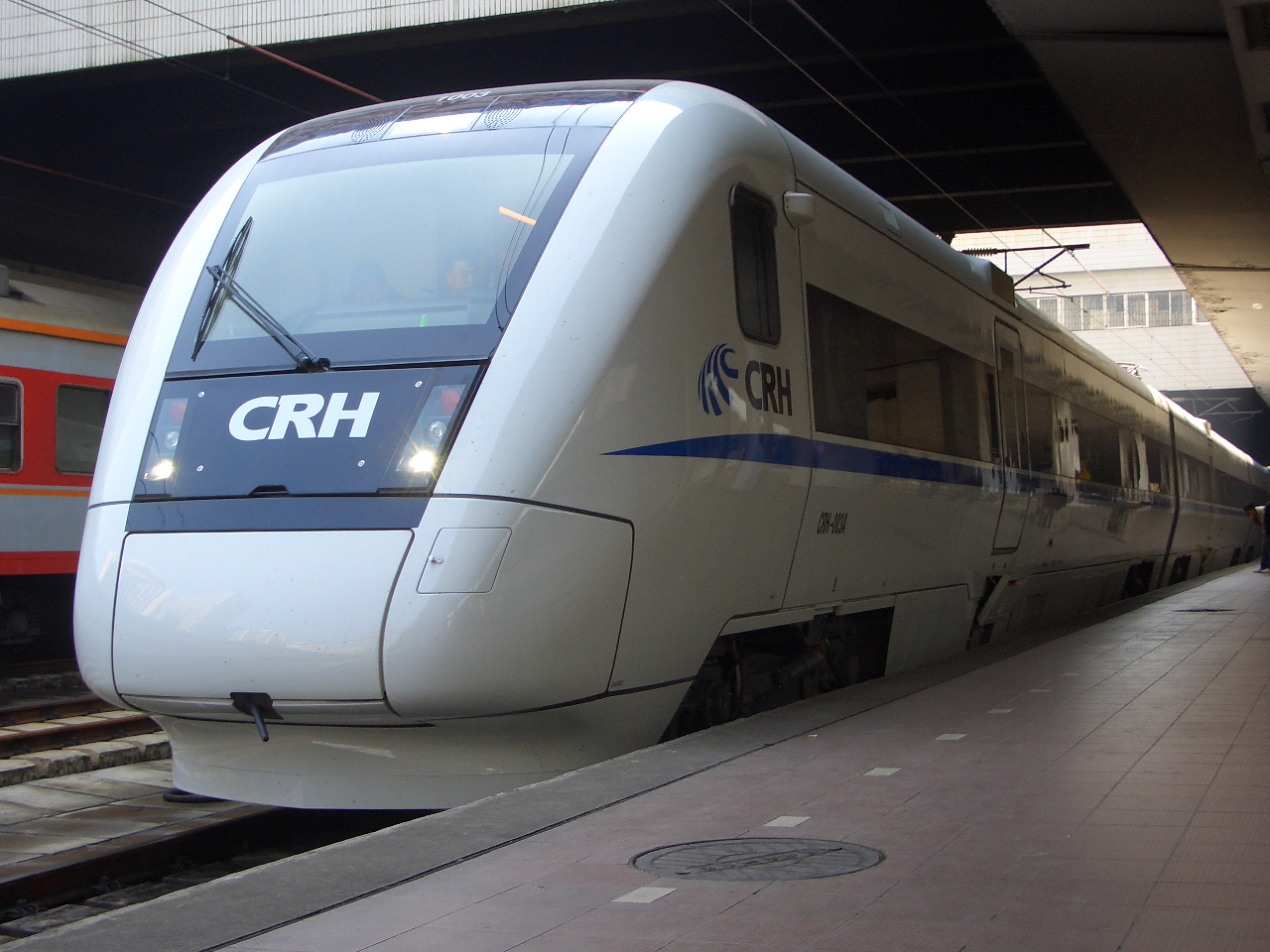
CRH1A型电力动车组

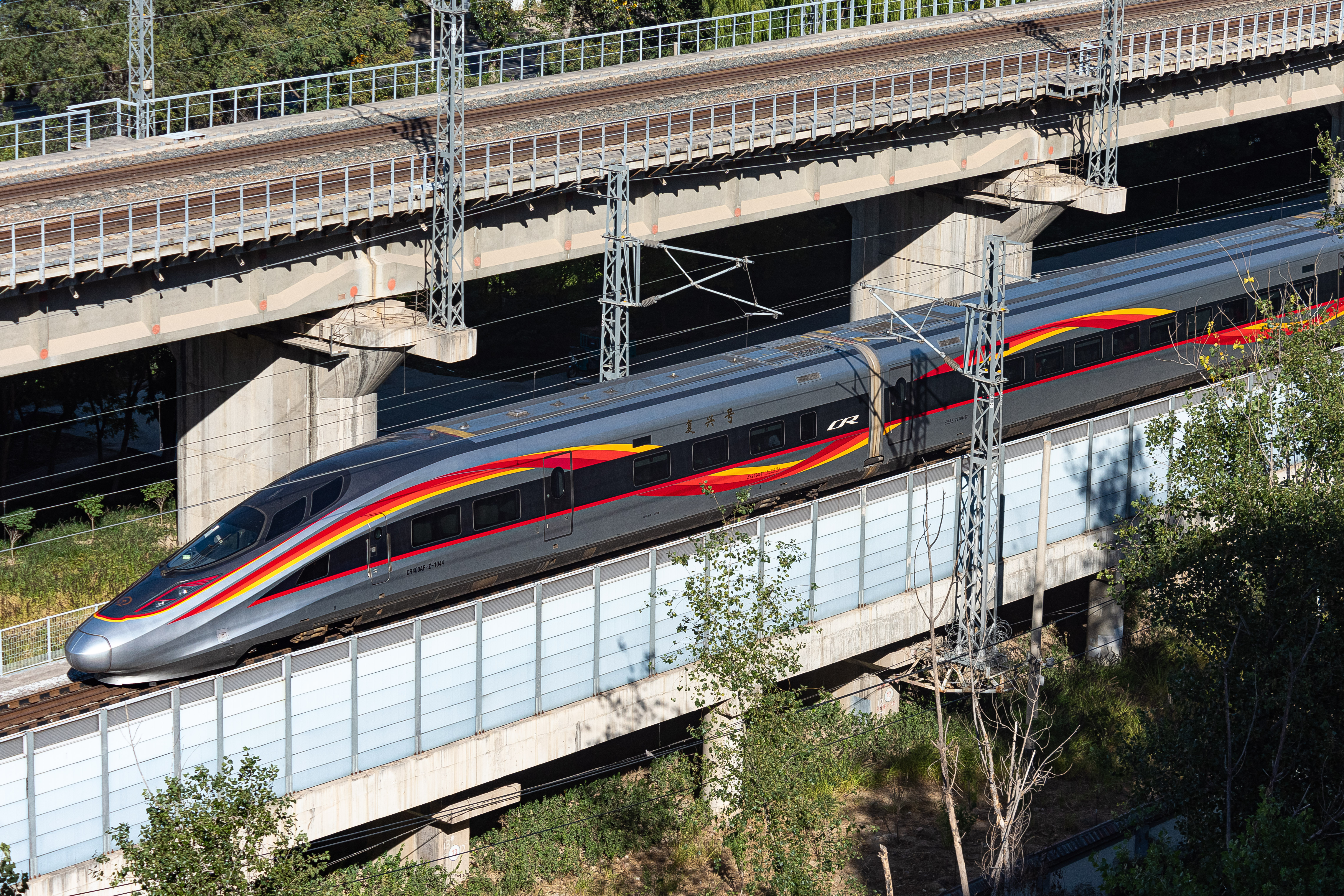
AST制CR400AF-Z型电力动车组

青岛四方阿尔斯通铁路运输设备有限公司（英語：Alstom Sifang (Qingdao) Transportation Ltd.），简称AST，前称青島四方－龐巴迪－鮑爾鐵路運輸設備有限公司（英語：Bombardier Sifang Power (Qingdao) Transportation Ltd.，简称BSP）和青岛四方龐巴迪铁路运输设备有限公司（英語：Bombardier Sifang (Qingdao) Transportation Ltd.，简称BST），是中国国内一家铁路车辆生产企业，也是中国铁路客车制造业内的首家中外合资公司，母公司分别为中车四方车辆有限公司有限公司和阿爾斯通控股毛里求斯有限公司。

## 历史
中国与加拿大庞巴迪公司有关合作生产铁路客车的构想始于1990年代初，当时庞巴迪集团正大力拓展环球业务，尤其是在亚洲的市场，而实行改革开放、经济正在起飞的中国，正好成为一个机会和目标，与此同时，中国也希望引进国外先进的车辆生产技术，加速国内的铁路现代化和提速需求。1993年，中国铁道部与加拿大鲍尔公司及庞巴迪公司谅解备忘录，规划在沿海开放城市青岛市，建立起一个以生产先进铁路客车为主要业务的中外合资企业。由于备忘录中有一项关于“希望中国铁道部尽快组团赴加拿大庞巴迪公司及鲍尔公司进行考察访问”之条款，经铁道部批准，由中国铁路机车车辆工业总公司、车辆局、科技司、运输局、计划司、外事司、四方机车车辆厂等单位组成的代表团，于1994年6月对加拿大鲍尔公司及庞巴迪公司进行了考察，以进一步探讨合资的可行性。根据考察后的报告总结，铁道部认为与国外组建合资厂是有必要的，可以令国内车辆生产企业更快追上国际先进水平。
中加铁路客车合资企业的项目很快得到了中加两国政府的重视。1994年11月，时任加拿大总理克雷蒂安访问中国，加拿大政府和庞巴迪再次游说中方启动合资项目。庞巴迪集团认为，打开中国这个世界上最大的轨道交通市场是非常重要的。这个中外合资项目在1994年正式立项，但直到1997年4月8日，立项报告才得到国家计委批准。1997年11月27日，时任中国国家主席江泽民访问加拿大期间，与时任加拿大总理克雷蒂安出席了中国采购300辆新型客车谅解备忘录的签字仪式；1998年11月17日，对外贸易经济合作部批准中外合资企业成立；1998年11月20日，克雷蒂安访华时与时任国务院总理朱镕基正式签订了采购300辆客车框架合作协议。根据协议，合资公司将会投资一亿一千万加元，在青岛棘洪滩建立起占地面积五万平方米的厂房。
1998年11月27日，青島四方－龐巴迪－鮑爾鐵路運輸設備有限公司（BSP）经国家工商总局批准正式注册成立，由当时的青岛四方机车车辆厂与加拿大庞巴迪公司、鲍尔公司合资建立，总投资6亿多元人民币，合资期限为50年，其中四方机车车辆厂参股50%，而剩余的50%是由鲍尔和庞巴迪持股。按当时的规划，BSP主要生产满足中国国内铁路提速需要的高档豪华客车、高档客车车体、电力动车组、城市轨道交通车辆，甚至包括高档豪华双层客车。
1999年11月12日，尽管厂房仍未建设，BSP已经正式接获其第一张订单，是中国铁道部为北京、上海、郑州、沈阳铁路局和广州铁路集团购置的新一代的高档客车共300辆，并开始按铁道部的要求研制。1999年11月17日，BSP举行首次常务会议。位于青岛市城阳区的新厂房于2000年7月19日开始土建工程建设，2001年1月开始投产，并于2001年10月17日正式举行新工厂启用仪式。2002年，新型铁路客车开始投产，同年年底首批客车交付铁道部。2003年8月，中国铁道部以及北京、上海、郑州和哈尔滨铁路局又接着授予38辆25T型高档客车的合同。2004年6月，中国铁道部展开为用于中国铁路第六次大提速、时速200公里级别的第一轮高速动车组技术引进招标，BSP公司以中外合资企业身份代表庞巴迪运输竞标，2004年10月和2005年5月，BSP从铁道部、广州铁路集团获得共计40列8节编组的CRH1A型高速电力动车组的订单。2005年2月，BSP公司获得了铁道部授予为青藏铁路制造和交付182辆25T型高原客车订单。2007年10月，BSP再次从铁道部获得40列16节编组的高速列车（CRH1B、CRH1E）订单。2009年9月，BSP获得了80列以ZEFIRO 380为基础、设计时速380公里的高速动车组订单。2010年7月，BSP又获得了新一批共计40列的CRH1A型电力动车组订单。
2008年，庞巴迪公司收购了鲍尔公司在BSP内的股份，自此庞巴迪公司和南车四方各持股50%。2008年12月1日，根据BSP公司董事会决议，“青岛四方-庞巴迪-鲍尔铁路运输设备有限公司”正式更名为“青岛四方庞巴迪铁路运输设备有限公司”，简称“BST”。
2021年1月29日，阿尔斯通公司收购了庞巴迪运输100%股权，庞巴迪运输正式并入阿尔斯通。2022年2月1日，“青岛四方庞巴迪铁路运输设备有限公司”正式更名为“青岛四方阿尔斯通铁路运输设备有限公司”，简称“AST”。

## 产品
| 产品名称            | 类型                               | 订购方                   | 合同编号 | 签订日期       | 生产数量 |
| ------------------- | ---------------------------------- | ------------------------ | -------- | -------------- | -------- |
| 25T型客车           | 新型高档客车                       | 中国铁道部               | 780      | 1999年11月12日 | 300辆    |
| 25T型客车           | 新型高档客车                       | 中国铁道部               | 780      | 2003年8月7日   | 38辆     |
| CRH1A型电力动车组   | 时速200～250公里8辆编组高速动车组  | 广州铁路集团             | 790      | 2004年10月12日 | 20列     |
| 25T型高原客车       | 青藏铁路客车                       | 中国铁道部               |          | 2005年2月24日  | 182辆    |
| CRH1A型电力动车组   | 时速200～250公里8辆编组高速动车组  | 广州铁路集团             | 790      | 2005年5月30日  | 20列     |
| 25T型豪华旅游客车   | 青藏铁路旅游观光客车               | RailPartners, Inc.       |          | 2005年12月10日 | 51辆     |
| CRH1B型电力动车组   | 时速250公里16辆编组高速动车组      | 中国铁道部               | 796      | 2007年10月31日 | 20列     |
| CRH1E型电力动车组   | 时速250公里16辆编组高速卧铺动车组  | 中国铁道部               | 797      | 2007年10月31日 | 20列     |
| CRH380D型电力动车组 | 时速380公里8辆编组高速动车组       | 中国铁道部               | 798VHS   | 2009年9月28日  | 20列     |
| CRH1A型电力动车组   | 时速250公里8辆编组高速动车组       | 中国铁道部               | 799      | 2010年7月16日  | 40列     |
| CRH1A型电力动车组   | 时速250公里8辆编组高速动车组       | 中国铁道部               | 803      | 2011年         | 40列     |
| CRH1A型电力动车组   | 时速250公里16辆编组高速动车组      | 中国铁道部               | 806      | 2012年         | 5列      |
| CR400AF/AF-A/AF-B   | 时速350公里8/16/17辆编组高速动车组 | 中国国家铁路集团有限公司 | -        | 2017年         | 28列     |
| CR300AF型电力动车组 | 时速250公里8辆编组高速动车组       | 中国国家铁路集团有限公司 | -        | 2020年         | 14列     |